# Lanneray
Lanneray – miejscowość i dawna gmina we Francji, w Regionie Centralnym, w departamencie Eure-et-Loir. W 2013 roku populacja ówczesnej gminy wynosiła 590 mieszkańców. 
W dniu 1 stycznia 2019 roku z połączenia dwóch ówczesnych gmin – Lanneray oraz Saint-Denis-les-Ponts – powstała nowa gmina Saint-Denis-Lanneray. Siedzibą gminy została miejscowość Saint-Denis-les-Ponts. 